# خلف خطوط العدو: كولومبيا
خلف خطوط العدو: كولومبيا (بالإنجليزية: Behind Enemy Lines: Colombia)‏ هو فيلم حركة تم إنتاجه في الولايات المتحدة وصدر سنة 2009 بطولة جو مانغانيلو وتيم ماثيسون وهو الجزء الثالث من سلسلة أفلام {{خلف خطوط العدو}}.

## القصة
يجد فريق مكون من خمسة أفراد من البحرية الأمريكية في مهمة سرية لحراسة محادثات السلام في كولومبيا، ويجدون أنفسهم يقاتلون من أجل حياتهم في بلد معاد، يتسابق المحاربون الذين تخلت عنهم حكومتهم وتركوا للموت ، للكشف عن الأدلة التي ستثبت براءتهم مع ضمان احتواء العنف. إذا امتد القتال عبر الحدود، فقد تنغمس المنطقة بأكملها أو كلا الجانبين في جحيم حرب وموت مرعب.

## وصلات خارجية
خلف خطوط العدو: كولومبيا على موقع IMDb (الإنجليزية)
- خلف خطوط العدو: كولومبيا على موقع روتن توميتوز (الإنجليزية)
- خلف خطوط العدو: كولومبيا على موقع نتفليكس (الإنجليزية)
- خلف خطوط العدو: كولومبيا على موقع ألو سيني (الفرنسية)
- خلف خطوط العدو: كولومبيا على موقع Turner Classic Movies (الإنجليزية)
- خلف خطوط العدو: كولومبيا على موقع أول موفي (الإنجليزية)
- خلف خطوط العدو: كولومبيا على موقع فيلمافينيتي (الإسبانية)
- خلف خطوط العدو: كولومبيا على موقع قاعدة بيانات الأفلام السويدية (السويدية)
- خلف خطوط العدو: كولومبيا على موقع قاعدة بيانات الفيلم (الإنجليزية)
- خلف خطوط العدو: كولومبيا على موقع ليتربوكسد (الإنجليزية)